# Capasa formosensis
Capasa formosensis är en fjärilsart som beskrevs av Inoue 1964. Capasa formosensis ingår i släktet Capasa och familjen mätare. Inga underarter finns listade i Catalogue of Life.